# Colțea Brașov
Colțea Brașov was een Roemeense voetbalclub uit de stad Brașov.

## Geschiedenis
De club werd in 1920 opgericht als afdeling van Colțea Boekarest. 
In 1925/26 plaatste de club zich voor het eerst voor de eindronde om het Roemeense landskampioenschap, maar werd meteen uitgeschakeld. Het volgende seizoen won de club in de kwartfinale met 1-7 van DVA Galați, in de halve finale versloeg het Unirea Tricolor Boekarest met 4-1. In de finale wachtte Chinezul Timișoara, eerst speelde de club 2-2 gelijk, maar verloor dan met 4-3 de titel. 
Het volgende seizoen kreeg de club eerherstel. Nadat Olimpia Boekarest en Mihai Chisinau uitgeschakeld werden, versloeg de club Jiul Lupeni in de finale met 3-2 en kroonde zich zo tot landskampioen. 
De club kon het succes niet bevestigen en werd in 1928/29 in de kwartfinale verslagen door Venus Boekarest. De volgende jaren plaatste de club zich niet meer voor de eindronde en in 1931 werd de club ontbonden.

## Erelijst
Landskampioen
1928